# Movimento de Schoenstatt
Movimento Apostólico Internacional de Schoenstatt é um movimento mariano fundado em Schoenstatt, na Alemanha, em 18 de outubro 1914 pelo Padre José Kentenich.
Existem cerca de 200 santuários espalhados pelo mundo. 
Nas regiões de idioma português, 23 santuários são no Brasil: 
- Rio Grande do Sul: Santa Maria, Santo Ângelo, Frederico Westphalen, Porto Alegre, Itaara e Santa Cruz;
- Paraná: Londrina, Curitiba, Guarapuava, Jacarezinho e Cornélio Procópio;
- São Paulo: São Paulo (Jaraguá e Vila Mariana), Atibaia, Araraquara e Caieiras;
- Pernambuco: Olinda e Garanhuns;
- Minas Gerais: Poços de Caldas e Confins;
- Bahia: Salvador;
- Rio de Janeiro: Rio de Janeiro;
- Distrito Federal: Brasília.

Em Portugal, há 4 santuários: Lisboa, Porto, Aveiro e Braga.

## Contexto e história
Schoenstatt é um bairro da cidade de Vallendar, próximo de Coblença, às margens do Rio Reno, Alemanha. Este local é o centro e origem mundial do Movimento Apostólico de Schoenstatt. Diariamente, peregrinos do mundo inteiro vão ao Santuário Original, considerado um lugar mariano de graças.
As pessoas buscam em Schoenstatt orientação e renovação de forças para viver a sua fé Católica na vida diária; e "espalhar pelo mundo o amor de Jesus". Schoenstatt originou-se com a Aliança de Amor que o Padre José Kentenich (1885 - 1968), fundador do movimento, selou, pela primeira vez no dia 18 de Outubro de 1914, com Maria. O Padre Kentenich passou vários anos no campo de Concentração de Dachau e seu amor pela Igreja foi duramente provado, em tempos de pouca compreensão hierárquica às novas correntes espirituais e vitais. Faleceu no dia 15 de Setembro de 1968, na Igreja da Adoração, localizada no Monte Schoenstatt. Por meio da Campanha da Mãe Peregrina de Schoenstatt unem-se atualmente a Schoenstatt milhões de pessoas de mais de 90 países e presentes nos 5 continentes.
O Movimento, fundado pelo Padre Kentenich, tem como objetivo a renovação religiosa e moral do mundo, por meio da educação de homens novos. Com uma espiritualidade pedagogia própria, colabora para que as pessoas a consigam a sua auto-educação, a fim de melhorarem as suas vidas e a formarem-se autênticos missionários da fé, como pessoas fortes, livres e responsáveis.
O centro de espiritualidade do Movimento é o santuário da Mãe, Rainha e Vencedora Três Vezes Admirável de Schoenstatt, no qual Maria está presente como a grande educadora, com a missão de gerar novamente Cristo no coração de muitas pessoas. Ali ela oferece especialmente a graça do abrigo espiritual, da transformação interior e da frutuosidade no apostolado.
Sua organização abrange todos os estados de vida e todas as idades. Organizado em colunas: sacerdotes, famílias, mulheres e homens. Com graus diferentes de pertença ao Movimento, desde os Institutos Seculares com o contrato jurídico e a vivência dos Conselhos Evangélicos, até os peregrinos que temporariamente visitam o Santuário. São mais de 25 ramificações, formados por pequenos grupos, enlaçados pela Aliança de Amor.
Schoenstatt encontra também vitalidade nos jovens que, dadas as complexidades e as diferenças psicológicas entre os rapazes e as moças, se reúnem em dois ramos distintos: Juventude Feminina e Juventude Masculina de Schoenstatt.

## Organização da Obra Internacional de Schoenstatt

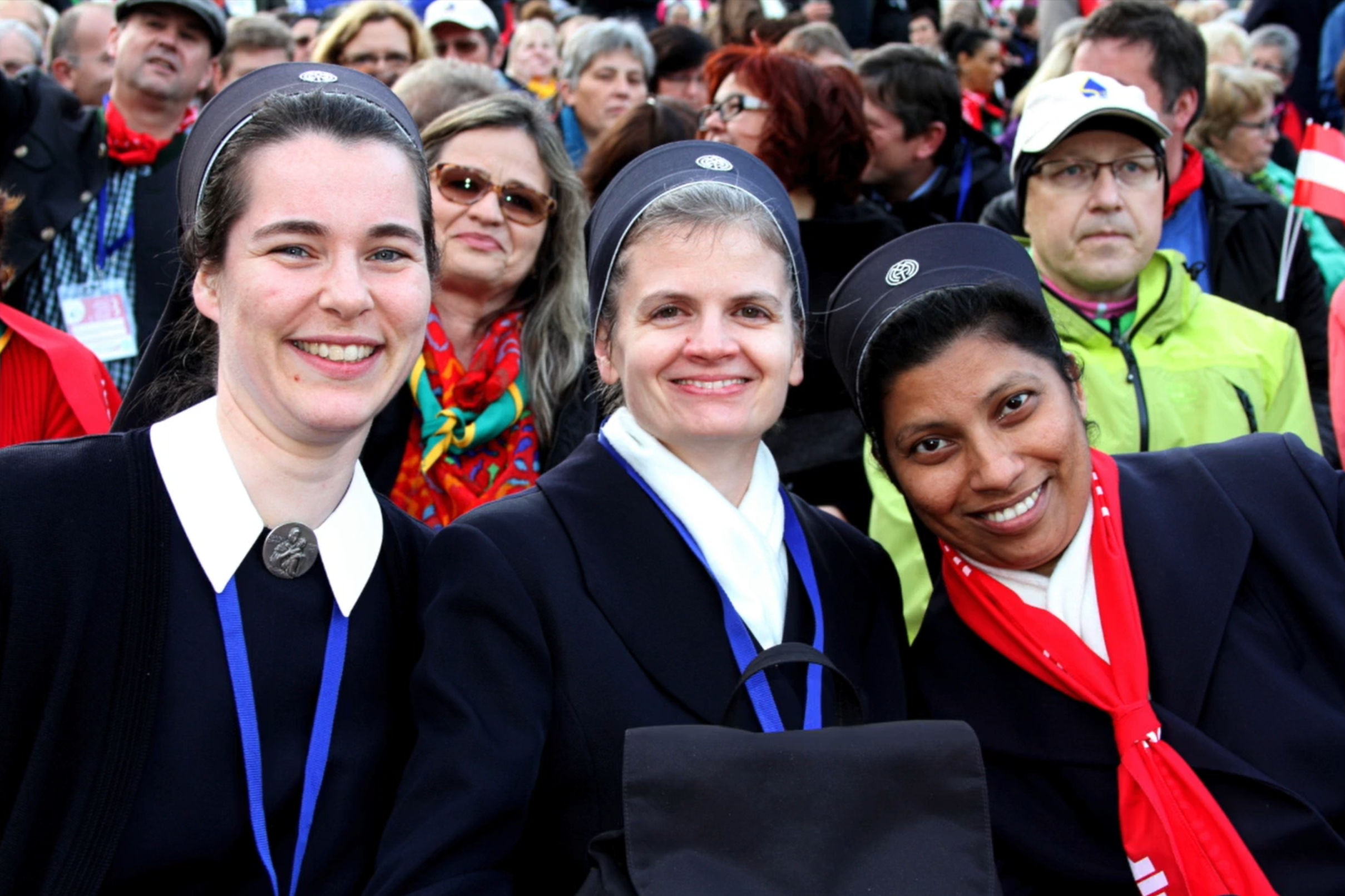
Atualmente existem cerca de 1800 Irmãs de Maria de Schoenstatt em todo o mundo.

### Institutos Seculares
- Padres de Schoenstatt
- Sacerdotes Diocesanos de Schoenstatt
- Irmãos de Maria de Schoenstatt
- Irmãs de Maria de Schoenstatt
- Instituto Nossa Senhora de Schoenstatt
- Instituto de Famílias de Schoenstatt

### Ligas apostólicas
- Liga dos Sacerdotes de Schoenstatt
- Liga dos Homens de Schoenstatt
- Liga das Mães de Schoenstatt
- Liga das Famílias de Schoenstatt
- Liga Feminina de Schoenstatt
- Liga da Juventude Masculina de Schoenstatt
- Liga da Juventude Feminina de Schoenstatt

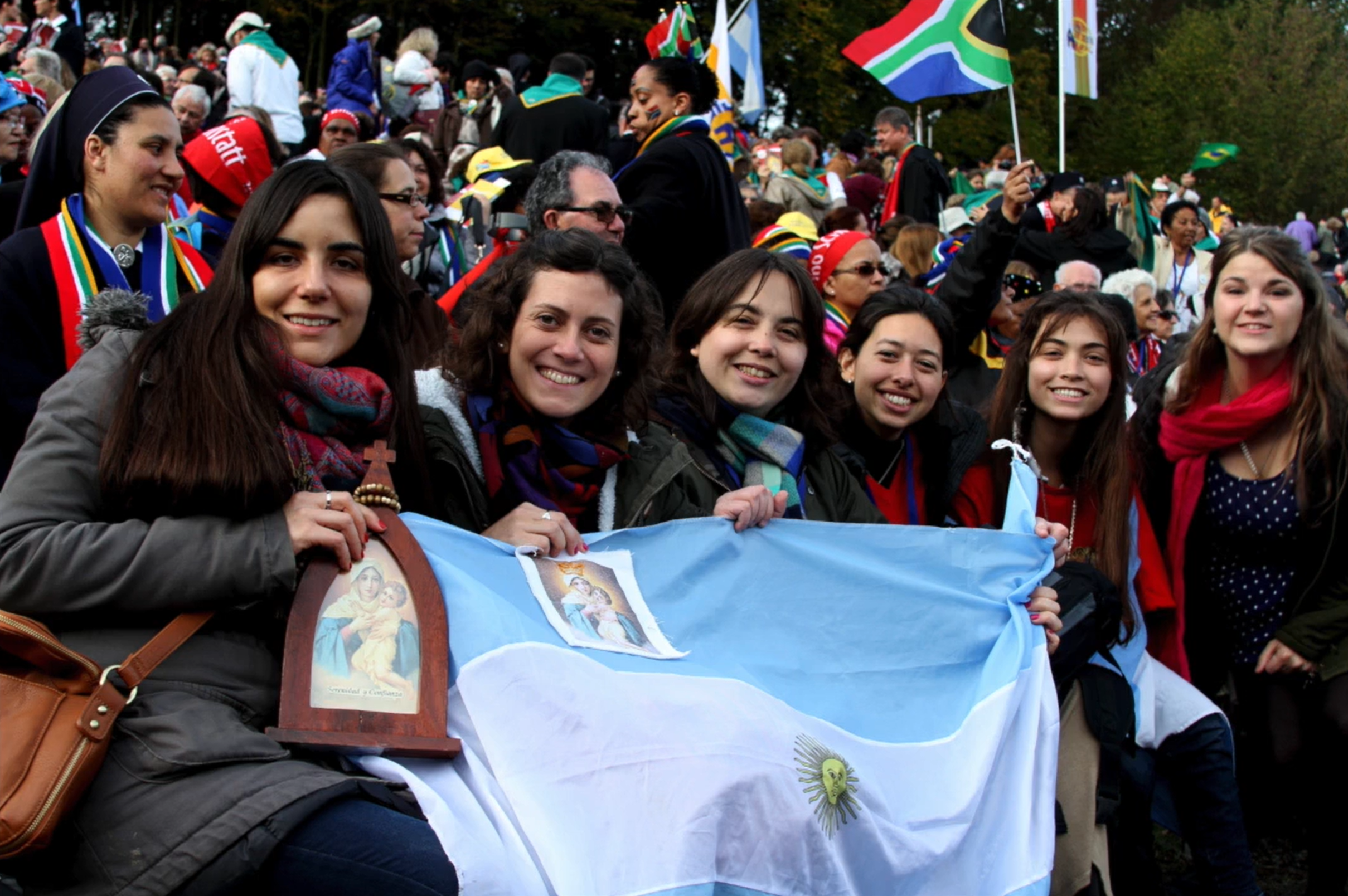
Peregrinos de Schoenstatt da Argentina no 100º aniversário de Schoenstatt em 2014

- Liga dos Enfermos de Schoenstatt

### Uniões
- União dos Sacerdotes de Schoenstatt
- União Apostólica Feminina de Schoenstatt
- União de Famílias de Schoenstatt
- União dos Homens de Schoenstatt
- União de Mães de Schoenstatt
- União dos Enfermos de Schoenstatt

### Movimento popular
Todos os que visitam o Santuário ocasionalmente ou em peregrinação e recebem formação segundo a espiritualidade de Schoenstatt.

### Apostolado específico da Obra de Schoenstatt
- Campanha da Mãe Peregrina de Schoenstatt
- Terço dos Homens Mãe e Rainha
- Comunidade de Oração Mariana Eucarística de Schoenstatt (círculo externo da Adoração)

## Juventude Feminina de Schoenstatt
A Juventude Feminina de Schoenstatt é um dos ramos Femininos da Obra Internacional do Movimento de Schoenstatt.
Em 15 de Agosto de 1931, oficialmente, foi dado o início da Juventude Feminina de Schoenstatt da Alemanha, que O primeiro destaque é para Eugênia Maringher, jovem profissional que aspirava verdadeiramente os ideais de Schoenstatt, a fidelidade e vinculação ao Fundador, padre José Kentenich. Foi a primeira Assessora Geral da Juventude na Alemanha.
A Juventude Feminina de Schoenstatt tem o ideal de seguir a Virgem Maria, como lírios no meio do mundo, sendo a Mãe de Deus o grande Lírio, a Rainha Lirial. Algumas Jovens que foram exemplo de entrega e amor à Mãe de Deus: Bárbara Kast (do Chile) e Regininha (do Brasil).
No Brasil a Juventude teve seu marco inaugural em 1940 no Estado do Paraná. Tem como lema Nacional: "Lírio do Pai, Tabor para o Mundo".

### História
Em 15 de Agosto de 1931, oficialmente, foi dado o início da Juventude Feminina de Schoenstatt da Alemanha.

### Objetivos
A Juventude Feminina de Schoenstatt tem o ideal de seguir a Virgem Maria, como lírios no meio do mundo, sendo a Mãe de Deus o grande Lírio, a Rainha Lirial. Algumas Jovens que foram exemplo de entrega e amor à Mãe de Deus: Bárbara Kast (do Chile) e Regininha (do Brasil).
No Brasil a Juventude teve seu marco inaugural em 1960 no Estado do Paraná. Tem como Ideal Nacional: "Lírio do Pai, Tabor para o Mundo".

## Juventude Masculina de Schoenstatt
A Juventude Masculina de Schoenstatt é um ramo da enorme "família" apostólica do Movimento de Schoenstatt. Por sua vez divide-se em etapas: Os Cruzados, meninos de 9 a 13 anos, os Pioneiros jovens de 14 a 17 anos e os Universitários, jovens de 18 anos para cima

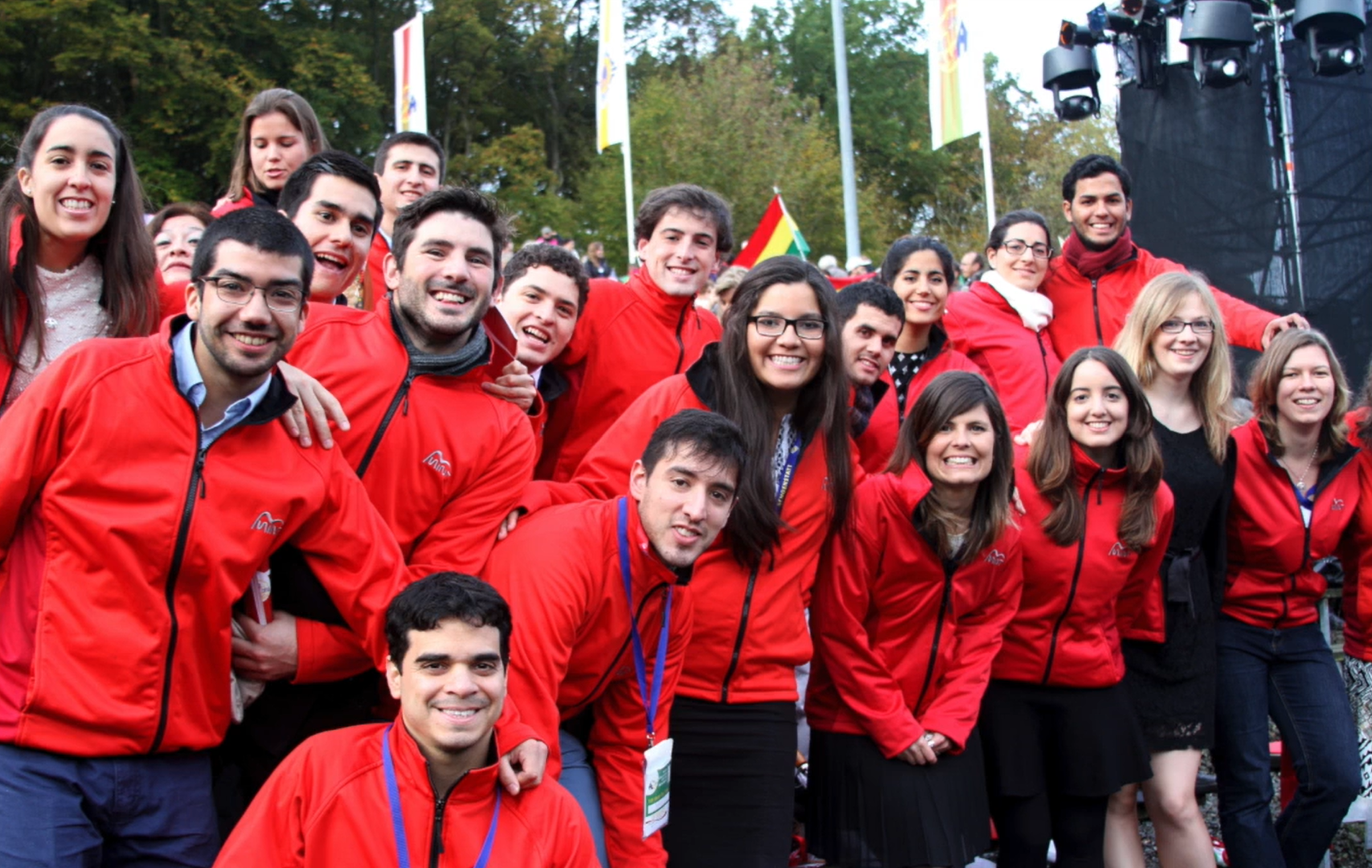
Um grupo de jovens de Schoenstatt no Jubileu dos 100 anos de Schoenstatt em 2014

A aprendizagem e toda a evolução destes jovens gira em torno do chamado Código da Aliança, uma série de 12 linhas de orientação para o dia-a-dia, que os ajudará a cumprir os seus diversos propósitos tendo em vista a sua formação pessoal. O Código é um dos elementos que integra a mística JUMAS

### Código da Aliança
O Código da Aliança é um conjunto de doze leis, ou directivas, inspiradas em escritos de Joseph Engling, que devem orientar o código de conduta dos membros da Juventude Masculina de Schoenstatt. Divididas em quatro grupos de três (internamente chamadas "vidas") e enunciadas na primeira pessoa, eis como se classificam:
Vida Pessoal:
1- Actuo sempre com lealdade; 2- Entrego-me por inteiro em cada acção; 3- Quero triunfar como homem através da pureza do meu amor;
Vida Comunitária:
4- Tomo iniciativas para servir; 5- Valorizo e respeito cada pessoa; 6- Destaco-me pela minha alegria e amizade;
Vida Ambiental (Trabalho, bens e natureza):
7- Realizo o meu trabalho com amor e responsabilidade; 8- Cuido das coisas e emprego-as para o bem comum; 9- Amo e protejo a Criação;
Vida Espiritual:
10- Sou amigo de Cristo na sua Igreja; 11- Amo e sirvo Maria; 12- Sou um apóstolo de Cristo.

### Cruzados
Dentro da Juventude Masculina de Schoenstatt os Cruzados assumem um dos lugares mais sensíveis no que respeita à formação dos jovens. Compreendendo as idades que abarcam o início da adolescência, quem se responsabiliza pela orientação destes grupos sabe que é precisa capacidade para cativar e canalizar a vitalidade destes jovens de maneira a melhor os dirigir para uma formação pessoal. É a idade das descobertas sociais, dos jogos e das integrações nos diversos grupos da sociedade. Aos seus orientadores dá-se o nome de dirigentes e aos grupos apelida-se de Comandos. Para isso, os dirigentes podem contar com a chamada Mística do Cruzado: uma série de símbolos que surgem representados numa bandeira, e o Código do Homem-Novo.

#### Dirigentes de comandos
O dirigente de comando é por excelência aquele que assume o papel de irmão mais velho, o orientador das diversas actividades a serem desenvolvidas com os Cruzados, Pioneiros ou Escudeiros. O recurso a jogos, canções, pequenas competições, caminhadas ou ainda serviços de apostolado são apenas algumas das inúmeras actividades a que o dirigente poderá recorrer para dinamizar os jovens e, simultaneamente, ajudá-los a desenvolver um espírito saudável e crítico de descoberta e de auto-educação.

#### A Mística do Cruzado
A mística do Cruzado reflecte-se num manancial de símbolos que os jovens Cruzados têm que conquistar ao longo de diversas etapas da sua evolução dentro do ramo. Ordenam-se da seguinte forma:
Primeiro há que conquistar a imagem da MTA (Mãe Três vezes Admirável), nossa Mãe e Rainha. Começamos então antes de mais por entregar-nos a Nossa Senhora e a pedir que nos acompanhe através da nossa juventude.
De seguida, há que conquistar o Manto de Maria; um lenço de cor vermelha, rebordado por uma lista negra, que é usado ao pescoço e que identifica o Cruzado. Simboliza a protecção e o acolhimento da Virgem Maria. O vermelho representa o fogo de Deus e o negro corresponde à entrega e ao heroísmo dos jovens santos de Schoenstatt que morreram na 1ª Guerra Mundial e que, anos antes haviam fundado este movimento selando uma aliança de amor com Maria no seu santuário.
Segue-se a etapa do Brasão. Nesta etapa o jovem recebe uma larga anilha de couro, com uma pequena representação metálica e encarnada do santuário a que está vinculado o Movimento Schoenstatteano, que deverá ser usado como presilha do lenço.
A terceira etapa é a Estrela Branca. Cruz Negra; Bandeira dos Cruzados; Oração do Cruzado; Lema: "Sob a protecção de Maria... Tudo para todos!".

## Mãe peregrina
Mãe Peregrina é o centro de espiritualidade do Movimento Apostólico Internacional de Schoenstatt, que é um movimento católico mariano fundado em Schoenstatt, na Alemanha, em 1914, pelo Padre José Kentenich.

### Santuários

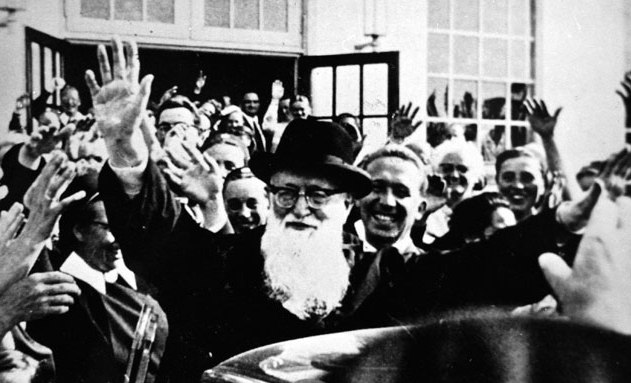
Padre José Kentenich

Existem atualmente 195 santuários dedicados à Mãe e Rainha em todo mundo, sendo 22 localizados no Brasil, originou-se com a Aliança de Amor que o Padre Kentenich (1885 - 1968) selou no dia 18 de outubro de 1914 com a Virgem Maria. Sua organização abrange todos os estados de vida e todas as idades.

### Imagem da Mãe Peregrina
A imagem da Mãe Peregrina é a reprodução de uma obra do pintor italiano Crosio, criada no fim do século XIX. A imagem tem o intuito de visitar, abençoar e conceder graças a 30 famílias durante um mês, ficando um dia em cada residência. No Brasil existem mais de 140 mil imagens visitando as famílias.

### Padre José Kentenich
O Padre José Kentenich nasceu no dia 18 de novembro de 1885, em Gymnich, Alemanha. Fundou a Obra de Schoenstatt em 18 de outubro de 1914. Foi perseguido e preso pela Gestapo (polícia secreta do Estado durante o nazismo) na cidade de Coblença, em 20 de setembro de 1941 depois de um interrogatório. Levado para um campo de concentração em Dachau em 1942 foi libertado no final da guerra em maio de 1945.
Nos primeiros dias de maio de 1947, Pe. Kentenich visitou Jaraguá, São Paulo, onde 20 anos mais tarde se estabeleceria a primeira comunidade dos padres de Schoenstatt no Brasil. O Padre faleceu na manhã de 15 de setembro de 1968.

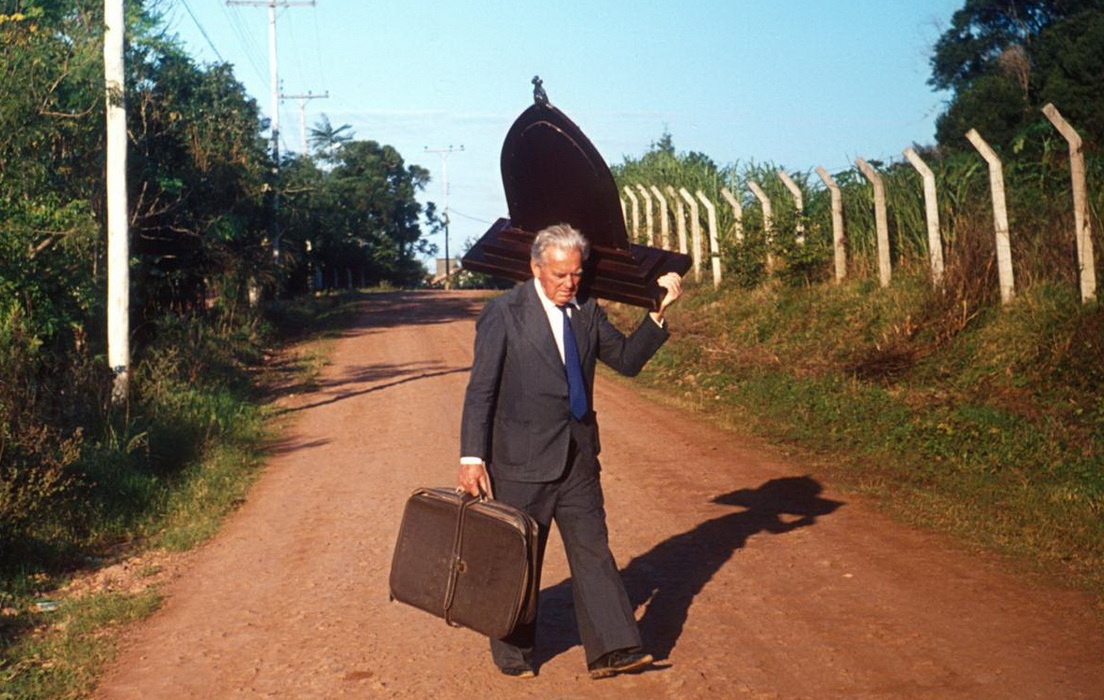
Don João de Pozzobon, fundador do Apostolado da Mãe Peregrina, trazendo uma foto da MTA (Mãe Três Vezes Admirável).

### João Luiz Pozzobon da Mãe Peregrina
João Luiz Pozzobon nasceu em 12 de dezembro de 1904, em Ribeirão, uma aldeia serrana do Rio Grande do Sul. Conheceu o Movimento de Schöenstatt através do Padre Celestino Trevisan. Fascinado tornou-se em 30 de dezembro de 1972, Diácono da Igreja. Com a finalidade de estimular a campanha, percorreu várias localidades durante pelo menos duas horas pela noite, com a imagem, levando-a nas casas. Em 27 de junho de 1985 a caminho do Santuário, com a imagem da Mãe Peregrina, ao atravessar uma estrada é atropelado por um caminhão vindo a falecer. A Diocese de Santa Maria encaminhou pedido ao Vaticano para a canonização do Diácono João Luiz Pozzobon. Em 2025, as virtudes heroicas do Diácono Pozzobon foram reconhecidas pelo Papa Leão XIV, que concedeu a ele o título de Venerável.

### Oração da Mãe Rainha
São várias orações destinadas a Mãe Rainha: Oração de Consagração à Mãe e Rainha, Oração de Confiança, Oração à Mãe e Rainha, Oração à Imagem da Mãe e Rainha e outras.